# Пикун-Леуфу (департамент)
Департамент Пикун-Леуфу  (исп. Departamento de Picún Leufú) — департамент в Аргентине в составе провинции Неукен.
Территория — 4580 км². Население — 4578 человек. Плотность населения — 1,00 чел./км².
Административный центр — Пикун-Леуфу.

## География
Департамент расположен на юго-востоке провинции Неукен.
Департамент граничит:
- на северо-западе — c департаментом Сапала
- на северо-востоке — с департаментом Конфлуэнсия
- на юго-востоке — с провинцией Рио-Негро
- на юго-западе — с департаментом Кольон-Кура
- на западе — с департаментом Катан-Лиль

## Административное деление
Департамент включает 3 муниципалитета:
- Пикун-Леуфу
- Эль-Саусе
- Пасо-Агуэрре

## Важнейшие населенные пункты[3]
| № | Населённый пункт | Населённый пункт (исп.) | Категория | Население чел. (2010) | На карте                        |
| - | ---------------- | ----------------------- | --------- | --------------------- | ------------------------------- |
| 1 | Пикун-Леуфу      | Picún Leufú             | город     | 3144                  | 39°31′07″ ю. ш. 69°17′17″ з. д. |
| 2 | Пасо-Агерре      | Paso Aguerre            | поселок   | 207                   | 39°20′21″ ю. ш. 69°50′41″ з. д. |
| 3 | Эль-Саусе        | El Sauce                | поселок   | 71                    | 39°28′44″ ю. ш. 69°31′52″ з. д. |